# 臺中市立后綜高級中學
臺中市立后綜高級中學，簡稱后綜高中，是位於臺灣臺中市后里區的市立完全中學，1935年創校時為后里農業公民學校，學校含有高中部及國中部。后綜高中於2000年改制為完全中學後常被誤認為綜合高中，但高中部僅設有普通科，並無技術類科。

## 校史
- 1935年4月1日本校創立「后里農業公民學校」，修業年限為兩年。
- 1941年3月31日更名為「后里實踐農業學校」。
- 1945年11月27日改名為二年制之「台中縣立后里中級農業職業補習學校」。
- 1946年5月2日改為三年制之「台中縣立后里初級農業職業學校」。
- 1958年10月4日改為五年制之「台中縣立后里職業學校」。
- 1960年8月奉准增設五制女生家事科。
- 1962年增設三年制高級部綜合農事科。
- 1963年增設高級部園藝科，同年10月又奉准附設初中部。
- 1965年增設五年制高級園藝科及園藝科。
- 1968年8月配合實施九年國民義務教育，改制為「台中縣立后綜國民中學」。
- 1970年后里鄉實施男女分校政策，本校奉令專收男生。
- 1980年奉准附設夜間補校。
- 1984年11月28日經地方反映協調恢復男女合校，並於1985年8月實施。
- 2000年改制為完全中學，並更名為「臺中縣立后綜中學」。
- 2000年12月23日更名為「臺中縣立后綜高級中學」。
- 2002年5月14日午餐中央廚房完成，2004年9月1日啟用。
- 2004年5月12日行政大樓完成，7月1日啟用。
- 2004年9日15日高中教學大樓完成，11月1日啟用。
- 2005年8月1日奉准成立國中資優班。
- 2007年8月1日榮獲教育部評選為優質化高中。
- 2007年8月體育館開始興建。
- 2007年2月1日榮獲學校課程計畫績優學校。
- 2007年8月1日再度榮獲教育部評選為優質化高中。
- 2009年8月1日三度榮獲教育部評選為優質化高中。
- 2010年8月1日四度榮獲教育部評選為優質化高中。
- 2010年8月1日榮獲教育部評選均質化試辦學校。
- 2010年8月1日奉准成立高中進修學校。
- 2010年9月29日體育館落成[1]。
- 2010年12月25日臺中縣改制直轄市，本校更名為「臺中市立后綜高級中學」。
- 2011年8月1日榮獲教育部評選為第二期程優質化高中。
- 2012年7月12日榮獲教育部101年學校評鑑最優等級-『一等優質高中』之殊榮。
- 2012年12月，本校籃球隊25日擊敗強敵松山高中、26日逆轉勝南湖高中、27日擊敗青年高中，為HBL101學年度複賽首支三連勝的隊伍，強勢挺進八強賽，最後獲得第7名[2][3]。
- 2013年12月4日臺中市政府核准補助本校興建圖書館工程。
- 2014年12月19日本校八十週年校慶。
- 2015年6月22日圖書館大樓興建工程正式動工。
- 2016年6月15日起開始進行懷農館東棟耐震補強工程。
- 2016年8月1日起校門牌號碼整編為「臺中市后里區三豐路三段968號」（原為臺中市后里區廣福里三豐路80號）。
- 2016年9月懷農館耐震補強工程竣工。
- 2016年9月開始規劃國高中十二年國民基本教育課程綱要，發展校本課程。
- 2017年11月明德樓耐震補強工程竣工。
- 2018年2月綜合大樓耐震補強工程竣工。
- 2018年3月榮獲教育部107年學校高中評鑑-『甲等優質高中』之殊榮。
- 2018年6月圖書館大樓暨籃球館啟用。

## 歷任校長
1. 陳生旺：1946年－1949年
2. 吳紹宗：1949年－1976年
3. 李茂森：1976年－1985年
4. 陳堯堦：1985年－1990年
5. 黃金瑞：1990年－1994年
6. 詹德宏：1994年－1998年
7. 王建斌：1998年－2008年
8. 林本川：2008年－2009年
9. 郭鴻耀：2009年－2016年
10. 曾祿喜：2016年－2020年
11. 王裕德：2020年－現任

## 象徵

### 校 歌
我們是健全后綜的好少年，在學校要合作敬業樂群。
在家庭要孝順勤勞節儉，明禮尚義誠樸知廉，
負責守紀新速實簡，活潑堂正做個健全后綜的好少年；
我們是現代臺灣的好青年，在社會要服務互助團結。
對國家需盡忠崇法務堅，德智體群齊頭並進，
身心手腦均衡發展，清白慷慨做個現代臺灣的好青年。

### 學校願景
幸福溫馨 卓越創新 后綜躍進

## 社團
- 高中部
  - 動畫漫畫社
  - 吉他社
  - 大眾傳播與電影藝術社
  - 志工社
  - 排球社
  - 日語社
  - 春暉社
  - 木箱鼓烏克麗麗社
  - 校園安全社
  - 桌上遊戲社
  - 棋藝社
  - 流行音樂歌唱社
  - 烹飪社
  - 熱舞社
  - 熱音社
  - 管樂社
  - 籃球社
  - 羽球社
  - 行義童子軍社
  - 辯論社
  - 韓研社

## 歷屆畢業人數（統計至民國109年6月）
- 光復前 
  - 農校10屆
- 光復後 
  - 初農部：13屆
五年制農科：10屆
三年制高農：6屆
附設初中部：5屆
國中補校：33屆
高中進修學校：8屆
國中：50屆
高中：18屆

## 學區
- 后里區
  - 義里里（全里）
  - 義德里（全里）
  - 仁里里（全里）
  - 泰安里（全里）
  - 公館里（全里）
  - 厚里里（全里）
  - 墩東里（全里）
  - 后里里（全里）
  - 廣福里（全里）
  - 墩南里（4～9、11～13鄰）

## 外部連結
- 臺中市立綜高級中學 （页面存档备份，存于）